# Північний Ростамабад
Північний Ростамабад (перс. رستم آبادشمالی) — дегестан в Ірані, в Центральному бахші, в шагрестані Рудбар остану Ґілян. За даними перепису 2006 року, його населення становило 2782 особи, які проживали у складі 757 сімей.

## Населені пункти
До складу дегестану входять такі населені пункти:
- Гаркіян
- Діз-Кух
- Есколак
- Калашом
- Когне-Вансара
- Куле-Кеш
- Мазіян
- Пір-Сара
- Рештеруд
- Сіяхруд-поште
- Тусе-Руд
- Хулак
- Чуб-Тараш-Махале